# Добромильський деканат
Добромильський деканат — колишня структурна одиниця Перемишльської єпархії греко-католицької церкви з центром в м. Добромиль. Очолював деканат декан.

## Історія
У 1847 р. парафія Бориславка приєднана філіяльною до парафії в Посаді Риботицькій.

## Територія
В 1936 році в Добромильському деканаті було 13 парафій:
1. Парафія с. Військо з філіями в с. Трушевичі, с. Новосілки Дидинські, с. Кальварія Пацлавська та приходом у с. Фалькенберґ-Селиська;
2. Парафія м. Добромиль з філіями в с. Ляцко, с. Губичі;
3. Парафія с. Квасинина з філією в м. Арламів;
4. Парафія с. Княжпіль з приходом у с. Кропивник;
5. Парафія с. Макова з філіями в с. Ліщини, с. Гувники та приходом у с. Грушова;
6. Парафія с. Мігова з філією в с. Велике;
7. Парафія м. Нове Місто з філіями в с. Боневичі, с. Городиско та приходом у с. Посада Новомійська, с. Комаровичі;
8. Парафія с. Папортно з приходом у с. Сопітник, присілку Кропивник;
9. Парафія с. Передільниця з філією в с. Грабівниця та приходом у с. Підмостє;
10. Парафія с. Посада Риботицька з філією в с. Бориславка;
11. Парафія м. Риботичі з філією в с. Кописно;
12. Парафія с. Тарнава з філіями в с. Пятниці, с. Поляна;
13. Парафія с. Трійця з філіями в с. Ямна Горішня, с. Ямна Долішня.

### Декан
- 1936 — Маринович Йосиф у Війську.

### Кількість парафіян
1936 — 24 180 осіб.
Деканат було ліквідовано в 1946 р.